# Friedrich August Hackmann

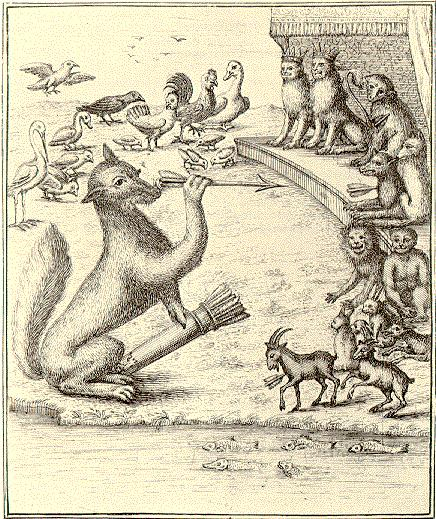
Titelvignette von Reineke de Vos mit dem Koker, erschienen 1711

Friedrich August Hackmann (auch: Hackemann) (* 14. November 1670 in Gandersheim; † 7. Januar 1742 in Wien) war ein deutscher Rechtswissenschaftler. Er wurde in den Jahren 1709 und 1711 bekannt durch die Wiederentdeckung der niederdeutschen Fassung des Reineke Fuchs; seine Ausgabe Reineke de Vos mit dem Koker (1711) gilt als maßgeblich für Gottscheds Prosafassung des Reineke der Fuchs, erschienen im Jahre 1752.

## Leben
Friedrich August Hackmann war der Sohn des Gandersheimer Generalsuperintendenten Johann Hackemann. Um 1709 war er ordentlicher Professor der Universität Helmstedt, wo er Vorlesungen hielt über den Reineke Fuchs. Da er seine Lektionen mit spöttischen Anspielungen auf hochgestellte Persönlichkeiten und das Christentum versah, erhielt er Vorlesungsverbot und wurde mit dem Consilium abeundi belegt, das heißt, er musste die Stadt verlassen. Hackmann verließ Helmstedt in aller Stille und wurde katholisch. Als er später beim preußischen Hof um Unterstützung nachsuchte, kehrte er auf dessen Veranlassung zum reformierten Glauben zurück. Im Jahre 1729 wurde er in Halle Professor der Rechte und Geheimrat. Da er darauf bestand, dort nicht nur juristische, sondern auch deistische Vorlesungen zu halten, musste er auf Befehl des preußischen Hofes und unter der Strafandrohung des Stäupens Halle umgehend verlassen. 1734 ging er nach Wien und wurde wieder katholisch. Er starb im Januar 1742 in Wien.
Sein häufiger Konfessionswechsel führte zu der unter seinen Zeitgenossen kursierenden Formulierung, seine Religion sei von gutem Tuch gewesen, weil sie sich so oft habe wenden lassen.

## Reineke de Vos mit dem Koker
Im Jahre 1711 gab Hackmann in Wolfenbüttel den niederdeutschen Reineke de Vos heraus, dem er ein bislang unbekanntes Gedicht, betitelt Koker (Köcher) anhängte, das aus Sinnsprüchen und Sprichwörtern besteht. Die Besonderheit dieses Gedichts besteht in der Anlage seiner Reime: Die einzelnen Sprüche werden als Zweizeiler mit den jeweils vorhergehenden und nachfolgenden durch Kreuzreim so verzahnt, dass sie eine Kette bilden, die im Titel bildhaft als Pfeile in einem Köcher gedeutet wird. Unklar blieb, ob Hackmann der Verfasser dieses Gedichts war oder lediglich der Wiederentdecker eines alten mundartlichen Textes.